# Mike Sekowsky
Mike Sekowsky (Lancaster, 12 novembre 1923 – Los Angeles, 30 marzo 1989) è stato un fumettista statunitense, noto come disegnatore della Legione dei Super-Eroi negli anni sessanta e come autore di Wonder Woman tra gli anni Sessanta e settanta.